# Moucherolle à queue large
Alectrurus risora
Ne doit pas être confondu avec Moucherolle à queue courte ou Moucherolle à queue noire.
Espèce
Synonymes
- Muscicapa risora

Statut de conservation UICN

 VU  : Vulnérable
Le Moucherolle à queue large (Alectrurus risora), appelé également Moucherolle à longue queue, est une espèce de passereau placée dans la famille des Tyrannidae. Son statut de conservation est Vulnérable selon la liste rouge de l'UICN.

## Systématique
Il a été décrit en 1824 par Louis Jean Pierre Vieillot sous le nom scientifique de Muscicapa risora.

## Description

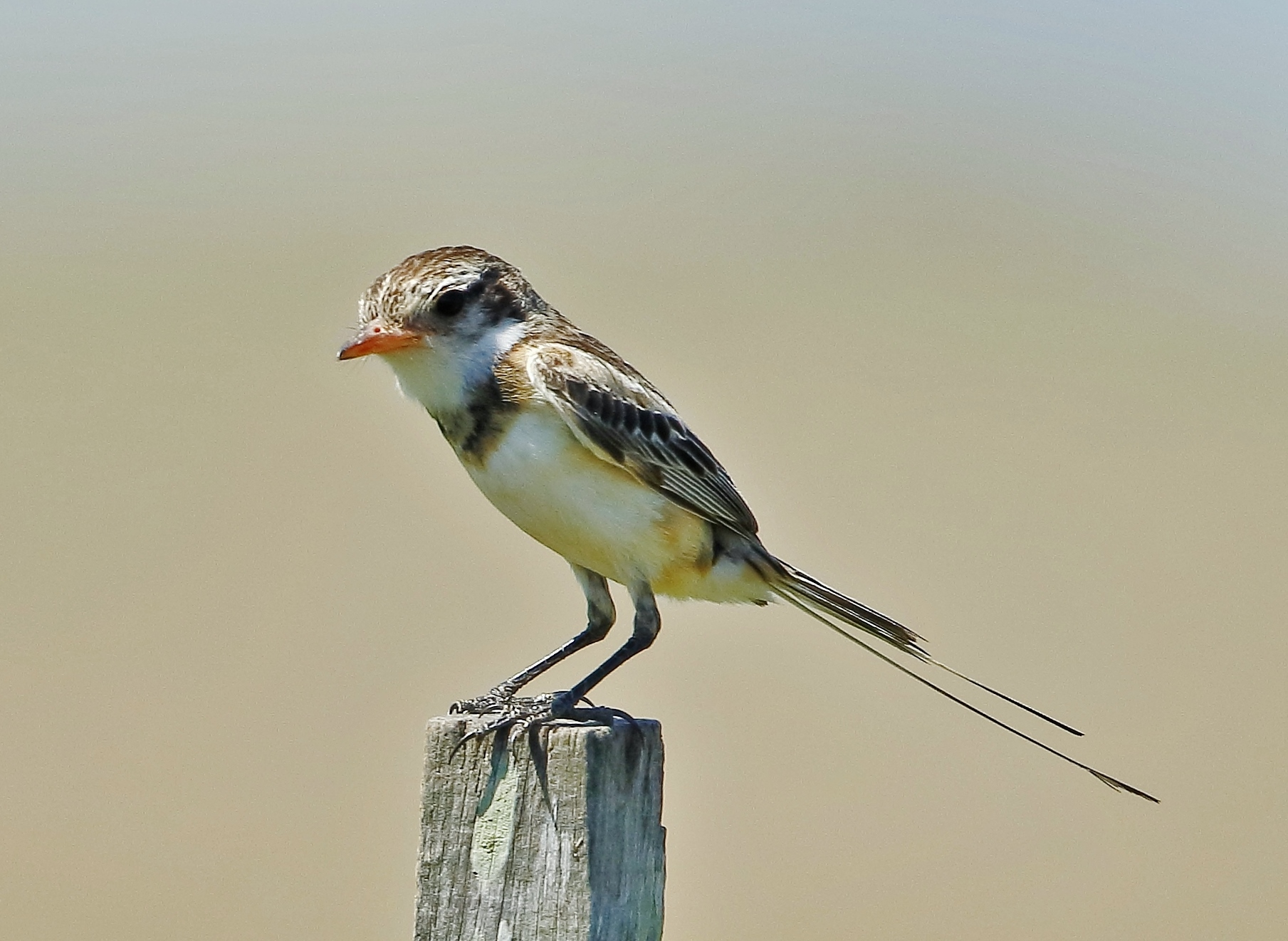
Une femelle en Argentine.

Le Moucherolle à queue large mesure 20 cm (30 cm avec la queue pour le mâle). Le mâle a la tête, le dos et une bande pectorale noirs. Son ventre et ses flancs sont blancs. Sa gorge est rose-rouge et dépourvue de plumes en période de reproduction. Les rectrices externes sont noires et très allongées, effilées à la base mais larges dans les deux tiers distaux. La femelle a un ventre blanc, des flancs striés de brun et une bande pectorale brun pâle. Les rectrices externes sont moins allongées et se terminent par de fines raquettes brunes. Cet oiseau est la plupart du temps silencieux.

## Distribution

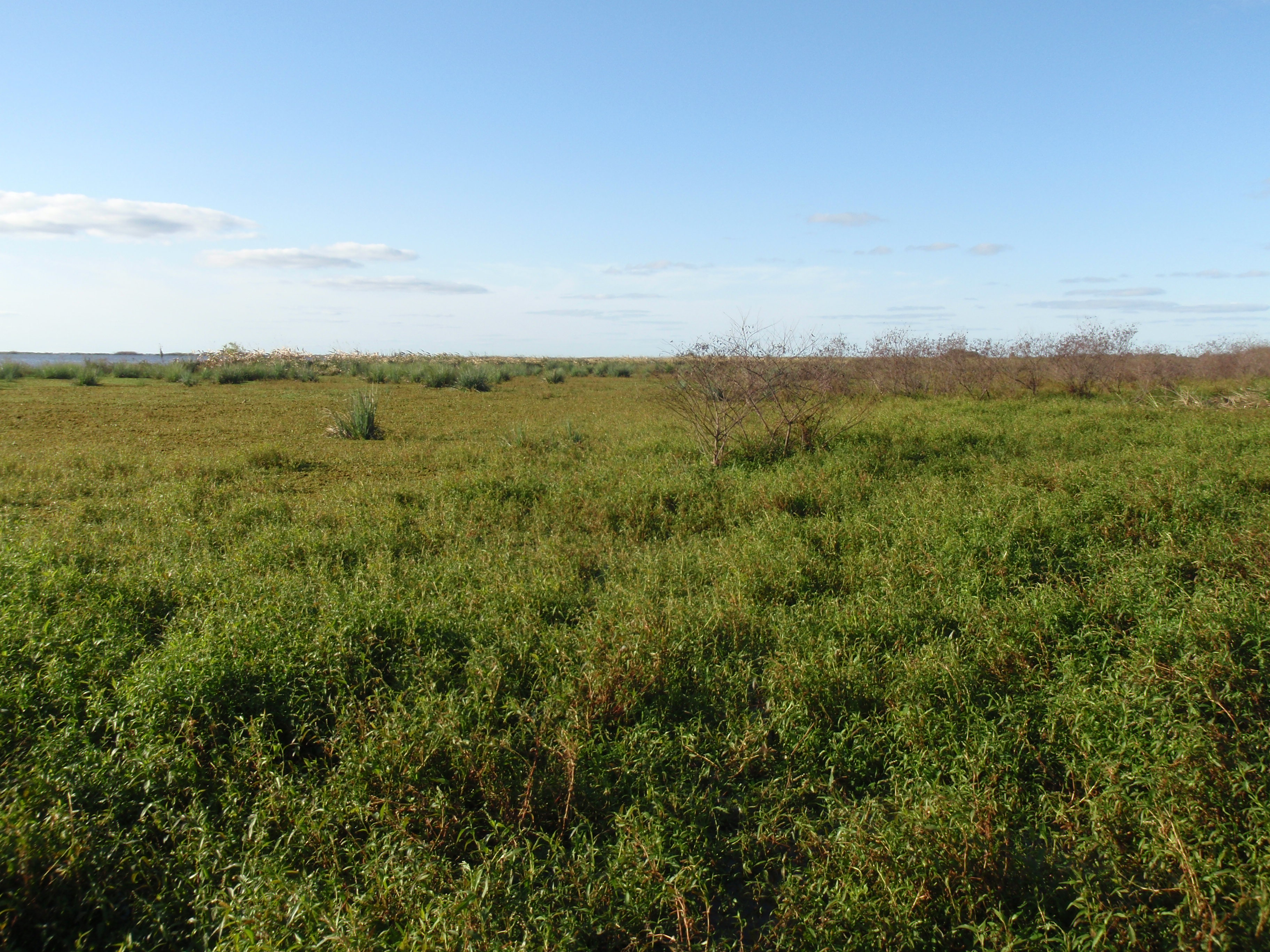
Réserve naturelle Esteros del Ibera, Argentine

Le Moucherolle à queue large vit principalement au Sud du Paraguay (départements de Presidente Hayes, Amambay, Central, Cordillera, Alto Paraná, Paraguarí, Guairá, Misiones, Itapúa et San Pedro) et au Nord de l'Argentine (province de Corrientes et Est de la province de Formosa, et rarement dans celles de Chaco et de Misiones). Il y a peut-être eu une diminution importante de la population de l'espèce au Brésil, où le dernier spécimen a été observé vers Rio de Janeiro en 1974, alors qu'elle avait été auparavant observée dans les États de Mato Grosso, de São Paulo et de Rio Grande do Sul. En Uruguay, le dernier spécimen a été informellement observé en 1986. L'espèce vit en outre en Argentine, dans les provinces de Santiago del Estero, Santa Fe, Entre Ríos, Córdoba, San Luis et Buenos Aires, mais la population de Moucherolles à queue large dans ce pays a diminué de 90% depuis les premières observations.

## Habitat
Il vit dans les prairies humides à proximité ou dans des marécages. Il affectionne les herbes plutôt hautes, entre 100 et 150 cm. Il est grégaire et est fréquemment retrouvé par groupes de 20, voire 50 individus.

## Reproduction
La reproduction a lieu pendant le printemps austral. Le mode d'accouplement est complexe. Les mâles reproducteurs, mono- ou polygames, se réunissent dans des zones de lek.

## Alimentation
Il se nourrit d'invertébrés.

## Migration
L'espèce était auparavant partiellement migratrice au Nord-Est de l'Argentine, certains oiseaux descendant jusqu'à la province de Buenos Aires pendant la période de reproduction et migrant au Brésil durant l'hiver. Actuellement, les populations sont sédentaires.